# Час у Румунії
| синій       | Західноєвропейський час (WET, GMT) (UTC+0) Західноєвропейський літній час (WEST, BST, IST) (UTC+1) |
| фіолетовий  | Західноєвропейський час (WET, GMT) (UTC+0)                                                         |
| червоний    | Центральноєвропейський час (CET) (UTC+1) Центральноєвропейський літній час (CEST) (UTC+2)          |
| жовтий      | Східноєвропейський час (EET) / Калінінградський час (UTC+2)                                        |
| буро-жовтий | Східноєвропейський час (EET) (UTC+2) Східноєвропейський літній час (EEST)(UTC+3)                   |
| зелений     | Далекосхідноєвропейський час (FET)/Московський час (MSK) (UTC+3)                                   |

На всій території Румунії діє час другого часового поясу (UTC+2) з переведенням щорічно стрілки годинника останньої неділі березня на одну годину вперед (літній час - UTC+3) та останньої неділі жовтня на 1 годину назад (до стандартного часу).

## Географічне обґрунтування
Територія Румунії розташована між 20 і 30 меридіанами східної довготи, відтак переважна її частина входить в межі другого часового поясу.

## Літній час
Румунія знаходиться у середніх (43 - 48 пн. ш.) широтах північної півкулі, відтак використання літнього часу тут є доцільним. Крім того, усі сусідні країни також використовують літній час. На території Європи (Європейський Союз та ряд інших країн) час синхронізований - перехід на літній час на континенті відбувається одночасно. Стартує літній час останньої неділі березня о 1 годині ночі UTC (3:00 за румунським часом), а закінчується останньої неділі жовтня також о 1 годині ночі UTC (4:00 за румунським літнім часом).

## Історія
Час у Румунії був уніфікований 1 жовтня 1891 року як середній час за Бухарестом. Він приблизно відповідав UTC+1:45. Поясний час було запроваджено 24 липня 1931 року як UTC+2 і відтоді він не змінювався. У 1932 - 1939 роках у Румунії використовувався літній час - з першої неділі квітня (у 1932 - 21 травня) до першої неділі жовтня. Регулярне використання літнього часу почалося з 1979 року. З 1997 графік його введення було синхронізовано з рештою Європи.